# نصب أوليفر بي مورتون
نصب أوليفر بي مورتون (بالإنجليزية: Oliver P. Morton Monument) هو نصب تذكاري شيده النحات النمساوي رودولف شفارتس، يقع في الطرف الشرقي لمبنى الولاية في إنديانابوليس في ولاية إنديانا، في تقاطع شارع نورث كابيتول مع شارع وبست ماركت.